# Melodije morja in sonca 1983
VI. Melodije morja in sonca so potekale 23. julija 1983 v Avditoriju Portorož. Že drugo leto zapored je zmagala skupina Prizma s pesmijo Ta moška.

## Tekmovalne skladbe
Izborna komisija (Vilko Ovsenik, Emil Zonta, Ivan Sivec, Zvone Petek, Berti Rodošek) je izmed 64, prispelih na razpis, izbrala 16 tekmovalnih skladb.
| #   | Naslov pesmi        | Izvajalec       | Avtorji glasbe − besedila (aranžmaja)  |
| --- | ------------------- | --------------- | -------------------------------------- |
| 1.  | Mornar              | Orioni          | Cveto Šali – Severin Šali              |
| 2.  | Prijatelja          | Lado Leskovar   | Ferry Horvat – Črt Škodlar (Dečo Žgur) |
| 3.  | Ta moška            | Prizma          | Danilo Kocjančič – Drago Mislej        |
| 4.  | Moj mornar          | Tatjana Dremelj | Vasja Repinc – Duša Repinc             |
| 5.  | Ko sonce kiksne     | Hazard          | D. Klemenčič – A. Papler               |
| 6.  | Moja obala          | Laura Budal     | L. Bergant – D. Komac                  |
| 7.  | Gremo na žur        | Spomin          | E. Može – Z. Debenjak                  |
| 8.  | Morje               | Go              | Miro Tomassini – Ivan Sivec            |
| 9.  | Lepa Stela          | Franci Pirš     | Franci Pirš – Tatjana Rodošek          |
| 10. | Silvia              | Čudežna polja   | Slavc L. Kovačič                       |
| 11. | Vračanja            | Ivo Mojzer      | Franci Čelhar – Z. Debenjak            |
| 12. | Deveto čudo         | Zorica Fingušt  | Andrej Pompe – Daniel Levski           |
| 13. | Seminarska ljubezen | Party           | Tomaž Kozlevčar – Dušan Bižal          |
| 14. | Dva dvojna          | Irena Tratnik   | Franci Avsenek – Elza Budau            |
| 15. | Naturist            | 12. nadstropje  | Janez Hvale                            |
| 16. | Zaklad              | Ivek Baranja    | Jani Golob – Dušan Bižal               |

## Nagrade
Nagrade občinstva
- 1. nagrada – zlato sidro: Ta moška (Danilo Kocjančič/Drago Mislej) – Prizma
- 2. nagrada: – srebrno sidro: Lepa Stela (Franci Pirš/Tatjana Rodošek) – Franci Pirš
- 3. nagrada – bronasto sidro: Dva dvojna (Franci Avsenek/Elza Budau) − Irena Tratnik

Da bi zmanjšali možnost kupovanja glasov, je glasovanje občinstva potekalo na nov način: glasovale so samo 4 vrste obiskovalcev, ki so bile izžrebane neposredno pred začetkom glasovanja.
Nagrada za najboljše besedilo
- Drago Mislej za pesem Ta moška (Prizma)

Nagrada za najboljšo priredbo
- Jani Golob za pesem Moj mornar (Tatjana Dremelj)

Nagrada za najboljšega debitanta
- Orioni (Mornar)